# 特征整合论
特征整合论是一種注意力理論，由 安妮·崔思曼 和 Gelade 於1980年发展。該理論表示，當感知到一個刺激時，該刺激的特徵會在早期以自動平行的方式登記下來，而客體則是在處理過程的後期才被分別識別出來（非自動化的、序列的）。該理論已成為人類視覺注意力中最具影響力的心理學模型之一。

## 階段
根據崔思曼的說法，特徵整合論的第一個階段是「前注意階段」（preattentive stage）。該階段中，大腦內的不同區域，會自動搜集視野內的「基本特徵」（顏色、形狀、運動）。自動區分特徵的想法乍看似乎違反直覺，然而，這段歷程發生在知覺處理的早期，發生在我們意識到客體之前，所以才無法察覺。
特徵整合論的第二個階段是「集中注意階段」（focused attention stage）。在該階段，主體會組合客體的個別特徵以感知完整客體。主體會從「主要位置地圖」（Master map of locations）中選擇客體，並花費注意力來組合客體的特徵。主要位置地圖包含了所有偵測到特徵的位置，而每個在主要地圖中的位置都可觸接多張特徵地圖（feature maps）。當注意力定位在地圖上的特定位置時，該位置的當前特徵會受到關注並存儲在「客體檔案」（object files）中。若已知悉該客體，則客體和先驗知識之間就會產生關聯而得以識別。為了佐證該階段的存在，研究人員經常提及巴林氏症候群患者。由於頂葉受損，這些患者無法將注意力集中在單個客體上。若給定一個「需將特徵組合」的刺激，巴林氏症候群患者無法長時間集中注意力來結合特徵，這為該階段提供了證據。
崔思曼區分了兩種視覺搜索任務「特徵搜索」（feature serch）與「聯結搜索」（conjunction search）。「特徵搜索」執行迅速，並且會「前注意地」定義唯一標靶，例如顏色、形狀、光線的感知方向、運動或是定向。特徵在搜索期間應被「突現」並且形成錯覺聯結。另一方面，在組合兩個以上特徵時，「聯結搜索」才會發生，並且按照序列的方式來識別。「聯結搜尋」執行速度遠慢於特徵搜索，且需要有意識的注意和努力。多次實驗中，本文引用了一部分。崔思曼總結出，顏色、定向和強度為「可執行特徵搜索」之特徵。
作為特徵整合論的回應，沃爾夫(Wolfe) (1994)提出了「引導搜索模型2.0」，根據該模型，藉由前注意歷程，注意力會被轉移到客體或位置。沃爾夫解釋，注意力會同時以「自上而下」與「自下而上」的方式被引導。同時藉由「自上而下」與「自下而上」處理所獲得的資訊會根據優先權進行排序。優先權排序能夠引導視覺搜索，提高搜索效率。「引導搜索模型2.0」和「特徵整合論」何者才是視覺搜索的「正確」理論，至今仍是一個備受爭議的話題。

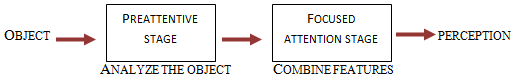
特徵整合論的各個階段